# Poggiorsini
Poggiorsini est une commune italienne de la ville métropolitaine de Bari, dans la région des Pouilles.

## Administration
| Période                                  | Période | Identité         | Étiquette                     | Qualité |
| ---------------------------------------- | ------- | ---------------- | ----------------------------- | ------- |
| mai 2019                                 |         | Ignazio Di Mauro | Liste civique « Liberamente » |         |
| Les données manquantes sont à compléter. |         |                  |                               |         |

### Communes limitrophes
Genzano di Lucania, Gravina in Puglia, Spinazzola.